# Alabama Thunderpussy
Alabama Thunderpussy was een Amerikaanse metalband uit Richmond. Ze hebben bestaan van 1996 tot en met 2008.

## Artiesten
- Kyle Thomas - vocalist
- Erik Larson - gitarist
- Ryan Lake - gitarist
- John Peters - bassist
- Bryan Cox - drummer

## Discografie
- 1998 - Rise Again
- 1999 - River City Revival
- 2000 - Alabama Thunderpussy/Halfway to Gone (EP)
- 2000 - Orange Goblin/Alabama Thunderpussy (EP)
- 2000 - Constellation
- 2002 - Staring at the Divine
- 2004 - Fulton Hill
- 2007 - Open Fire